# ألبرتو دي برناردو
ألبرتو دي برناردو (بالإسبانية: Alberto Di Bernardo) هو لاعب اتحاد الرغبي أرجنتيني، ولد في 4 نوفمبر 1980 في روساريو في الأرجنتين.

## وصلات خارجية
- ألبرتو دي برناردو على موقع دوري الرغبي الممتاز (الإنجليزية)
- ألبرتو دي برناردو عل موقع إسبنسكروم (الإنجليزية)
- ألبرتو دي برناردو على موقع ItsRugby.co.uk (الإنجليزية)